# Serra de Millà
La Serra de Millà és una serra situada al municipi d'Àger a la comarca del Noguera, amb una elevació màxima de 1.025 metres.